# Fábio Simplício
Fábio Simplício (São Paulo, Brasil, 23 de septiembre de 1979 - ) es un futbolista brasileño que juega como centrocampista y su actual equipo es el Vissel Kobe de la J. League Division 1. 

## Trayectoria
Inició su carrera jugando en el São Paulo donde jugó hasta el 2004. A mediados de ese año fue transferido al Parma de Italia haciendo su debut en la Serie A el 22 de septiembre del 2004 en un partido contra Bologna. En junio del 2006 ficha por el Palermo por 5,5 millones de euros. En el 2010 fichó por la Roma. 

## Clubes
| Club         | País   | Año           |
| ------------ | ------ | ------------- |
| São Paulo    | Brasil | 2000-2004     |
| Parma        | Italia | 2004-2006     |
| Palermo      | Italia | 2006-2010     |
| AS Roma      | Italia | 2010-2012     |
| Cerezo Osaka | Japón  | 2012-2013     |
| Vissel Kobe  | Japón  | 2014-presente |

## Palmarés

### Campeonatos nacionales
| Título               | Club      | País   | Año  |
| -------------------- | --------- | ------ | ---- |
| Campeonato Paulista  | São Paulo | Brasil | 2000 |
| Torneo Río-São Paulo | São Paulo | Brasil | 2001 |